# Michele Lorenzo Mancini
Barone Michele Lorenzo Mancini, detto anche semplicemente Lorenzo (Roma, 1602 – Roma, 5 luglio 1650), è stato un nobile, astrologo, alchimista e negromante italiano, marito di Girolama Mazzarino, sorella del Cardinale Mazzarino, il primo ministro di Francia all'inizio del regno di re Luigi XIV di Francia. 
Fu padre delle famose sorelle Mancini, che, con due delle loro cugine Martinozzi, diventarono famose alla corte di Francia come le Mazarinettes.

Stemma famiglia Mancini

## Biografia
Nato a Roma, in seno alla nobile famiglia dei Mancini, Michele Lorenzo Mancini era figlio del barone Paolo Lucio Mancini e di Vittoria Capocci. Suo fratello era Francesco Maria Mancini, futuro cardinale. Nel 1634 sposò Girolama Mazzarino, sorella del potente cardinale Mazzarino, primo ministro di Francia e consulente fidato di re Luigi XIV durante la sua prima parte del regno, mentre dall'anno successivo alla morte del padre ottenne il titolo di barone e nobile romano. All'epoca era indicato come "Mastro di Strada". In occasione di tale matrimonio vennero effettuati importanti lavori di ampliamento del palazzo di famiglia a Roma posto tra piazza Santi Apostoli e via del Corso.
Questo matrimonio, di grande portata per l'influenza che ebbe poi la famiglia Mazzarino nella storia della Francia e per i vantaggi che ne derivarono anche per la famiglia Mancini, portò però alla ribalta le problematiche passioni che sin dalla giovinezza avevano contraddistinto Michele Lorenzo, ovvero l'astrologia e la negromanzia. In particolare su quest'ultima pratica, da quando Giulio Mazzarino divenne primo ministro di Francia con la morte del cardinale Richelieu a cui succedette nel 1642, Michele venne malvisto a corte, ma tollerato in quanto astrologo, all'epoca professione ritenuta funzionale alle esigenze della corte. La sua figura e le sue amicizie nell'ambito della "magia nera" lo costrinsero ad ogni modo a vivere prevalentemente a Roma mentre la moglie compiva frequenti viaggi in Francia in visita al fratello. 
Morì a Roma nel 1650. Dopo la sua morte, la moglie e le figlie si trasferirono definitivamente a Parigi dove, grazie all'influenza del potente cardinale Mazzarino, ottennero numerosi vantaggi personali.

## Matrimonio e figli
Il 6 agosto 1634, Lorenzo sposò Girolama Mazzarino, sorella del cardinale Mazzarino, primo ministro di Luigi XIV di Francia. Da questa unione nacquero i seguenti figli:
- Laura Mancini (1636 – 1657), sposò il Principe Luigi di Borbone, 5º duca di Vendôme;
- Paolo Giulio (1636 – 1652 o 1654);
- Olimpia Mancini (1639 – 1708), sposò il Principe Eugenio Maurizio, Conte di Soissons, e fu madre del famoso generale austriaco Eugenio di Savoia;
- Maria Mancini (1640 - 1715) sposò Lorenzo Colonna e fu il primo amore di Luigi XIV
- Filippo Mancini (1641 – 1707), nominato Duca di Névers da suo zio, il cardinale Mazzarino, con la prerogativa di battere moneta, nel 1660. Fu cavaliere dell'Ordine dello Spirito Santo e il tenente della Prima Compagnia dei Moschettieri del Re; il suo successore nella carica fu il Conte D'Artagnan;
- Margherita (nata nel 1643)
- Lorenzo Mancini (1673-1764)
- Alfonso (1644 – 1658)
- Ortensia Mancini (1646 – 1699), fuggì dal violento marito Armando Carlo de la Porte, duca di La Meilleraye e andò a Londra dove divenne per un breve periodo amante di Re Carlo II
- Anna (nata nel 1647)
- Maria Anna Mancini (1649 – 1714), sposò Goffredo Maurizio de La Tour d'Auvergne, Duca di Buglione, nipote del famoso maresciallo di campo Turenne e protettrice di Racine e La Fontaine